# Bell's
Bell's（べるず、7月29日 - ）は、日本の漫画家。成人向け漫画雑誌を中心に活動し、働く女性を題材にした作品を数多く発表している。

## 作品リスト

### 単行本
1. 『こすぷり』 （2002年12月13日発売[2]、晋遊舎〈晋遊舎コミックス〉、ISBN 4-88380-314-7）
2. 『こすぷりてぃっしゅ』 （2004年2月20日発売、晋遊舎〈晋遊舎コミックス〉、ISBN 4-88380-402-X）
3. 『制服文庫』 （2006年7月7日発売[3]、竹書房〈バンブーコミックス DOKI SPECIAL SELECT〉、ISBN 4-8124-6484-6）
4. 『制服喫茶』 （2007年10月6日発売[4]、竹書房〈バンブーコミックス DOKI SPECIAL SELECT〉、ISBN 978-4-8124-6742-8）
5. 『スケッチガール』 （2008年12月6日発売[5]、竹書房〈バンブーコミックス DOKI SPECIAL SELECT〉、ISBN 978-4-8124-7016-9）
6. 『制服散歩』 （2010年8月27日発売[6]、竹書房〈バンブーコミックス DOKI SPECIAL SELECT〉、ISBN 978-4-8124-7442-6）
7. 『HBな彼女』 （2012年8月27日発売[7]、竹書房〈バンブーコミックス COLORFUL SELECT〉、ISBN 978-4-8124-7974-2）
8. 『驛ナカ恋旅』 （2014年7月17日発売[8]、竹書房〈バンブーコミックス COLORFUL SELECT〉、ISBN 978-4-8124-8729-7）
9. 『制服美脚～淫らな私の艶脚が男の人を欲情させてしまうんです～』 （2020年9月7日発行、楽楽出版〈RK COMICS CYBERIA SERIES〉、ISBN 978-4-86704-440-7）

### 単行本・未掲載分
- 『女子Q行（じょし きゅうこう）』

『THE 鉄道漫画』で創刊から休刊までの2回、連載された。
鉄道好きでない女子高生が放課後、かつて通勤時に知り合った同学年の女子鉄に強引に誘われるがままに鉄道旅行をする物語。